# Casey at the Bat (film)
Casey at the Bat är en amerikansk animerad kortfilm från 1954. Filmen är ursprungligen en del av långfilmen Spela för mig från 1946.

## Handling
Filmen handlar om den store basebollspelaren Mighty Casey, som drömmer om att en dag få vinna spelet.

## Om filmen
Filmen är baserad på en dikt från 1888 med samma namn av Ernest Lawrence Thayer.
Filmen gjordes speciellt som del av långfilmen Spela för mig 1946, men släpptes som separat kortfilm 1954. Samma år fick historien en uppföljare vid namn Bäste man på plan (engelska: Casey Bats Again).
Filmen har visats vid två olika tillfällen som en del av TV-serien The Wonderful World of Disney.

## Rollista (i urval)
- Jerry Colonna – berättare
- James MacDonald – supporter av Mudville[7]